# Lakeland (Georgia)
Lakeland – miasto w Stanach Zjednoczonych, w stanie Georgia, w hrabstwie Lanier.